# P3HT
El P3HT (poli(3-hexiltiofeno-2,5-diil) es una cadena polimérica conductora de tipo p que es actualmente de los más usados en fotovoltaica debido a sus interesantes propiedades electrónicas.
Además de las interesantes propiedades electrónicas, el P3HT también posee propiedades interesantes con respecto a su estructura como la habilidad para autoensamblarse y la facilidad para disolverse en solventes orgánicos, lo cual lo hace un gran compuesto para aplicaciones en electrónica orgánica.

Unidad de repetición de un monómero de tiofeno no sustituido.

## Breve historia
El uso extendido del P3HT en electrónica orgánica se debe a los trabajos de los grupos de Yokazawa y McCullough, quien desarrollaron de manera separada la polimerización por metátesis de Grignard (GRIM), la cual permite un control preciso del peso molecular del polímero y lleva a una distribución homogénea del peso molecular. El control de la polimerización se cree es originada a partir de la transferencia intramolecular del catalizador de Ni o un par asociado por la creciente cadena de polímero y el catalizador de Ni.

## Síntesis
La polimerización se lleva a cabo a partir del 2-bromo-3-hexyl-5-iodotiofeno con cloruro de isopropilmagnesio y Ni(dppp)Cl2, esta a su vez fue detenida con ácido clorhídrico 5M en lugar de agua para de esta manera tener una muy baja dispersión del polímero.

## Aplicaciones
Una de las aplicaciones más ampliamente estudiadas del P3HT ha sido para el desarrollo de celdas fotovoltaicas orgánicas basadas en heterouniones procesadas en solución debido a su bajo peso, flexibilidad y bajo costo de manufactura. El desarrollo de estas celdas se lleva a cabo con una mezcla de (poli(3-hexiltiofeno) y fenil-C61-ácido butírico metil ester (P3HT:PCBM). Sin embargo la amplia investigación y esfuerzo que se ha realizado no ha sido suficiente pues la eficiencia de conversión de poder solo ha llegado en pocas ocasiones a un máximo de 6% siendo el promedio de 4%.